# 더글러스 캠벨

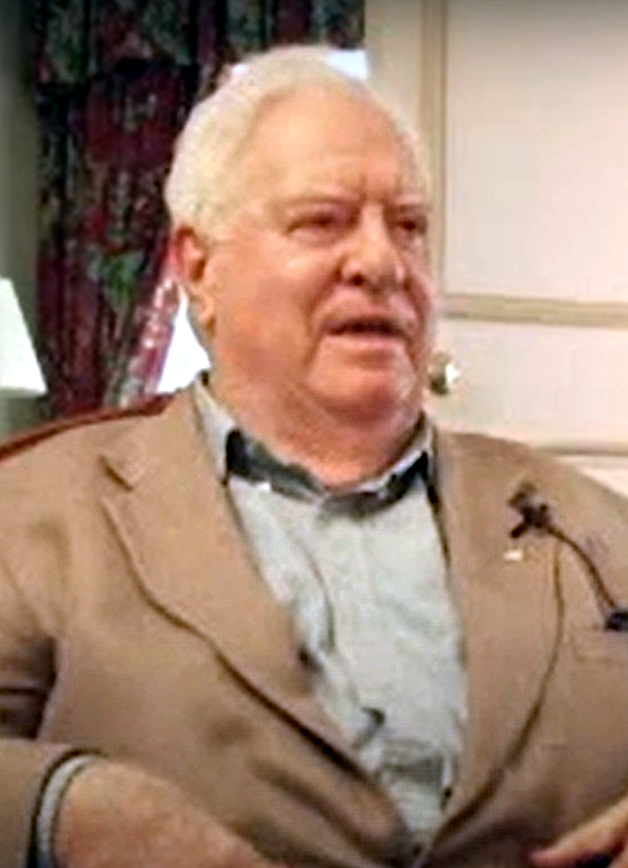
Douglas Campbell circa 2007

더글러스 캠벨(Douglas Campbell, 1922년 6월 11일 ~ 2009년 10월 6일)은 캐나다의 배우, 영화배우, 텔레비전 배우이다.
글래스고에서 태어났으며 몬트리올에서 사망하였다. 사인은 당뇨병이다.

## 영화
- 빨간머리 앤 - 참된 행복을 찾아서 (2000년)
- 원스 어폰 어 크리스마스 (2000년)
- 마크 트웨인 앤드 미 (1991년)
- 뱀파이어 모터싸이클 (1990년)
- 퍼펙트 (1985년)
- 스트레인지 브루 (1983년)
- 이프 유 쿠드 씨 왓 아이 히어 (1982년)
- 로스트 앤드 파운드 (1979년)